# 塔季魯奈
33°30′15″N 2°06′07″E / 33.50417°N 2.10194°E
塔季魯奈（阿拉伯语：‎），是阿爾及利亞的城鎮，位於該國中部艾格瓦特省，由艾因邁濟區負責管轄，面積1,130平方公里，2008年人口4,306，人口密度每平方公里4人。